# Беоркијан (Удине)
Беоркијан је насеље у Италији у округу Удине, региону Фурланија-Јулијска крајина.
Према процени из 2011. у насељу је живело 38 становника. Насеље се налази на надморској висини од 428 м.